# 新竹生物醫學園區
新竹生物醫學園區（英語：Hsinchu Biomedical Science Park），簡稱新竹生醫園區，位於台灣新竹縣竹北市，隸屬國科會新竹科學園區管理局管理，總面積38.1公頃，係以國際級醫學中心與生物醫學產業之綜合性生技園區；目前還在建設中，緊鄰高鐵新竹站、國立臺灣大學竹北校區及國立陽明交通大學六家校區等學研機構及市區。為台灣一所大型之生物醫學園區。

## 歷史沿革
- 2003年3月28日，行政院核定「新竹生物醫學園區」計畫。
- 2009年10月15日，新竹生物醫學園區生技大樓動土典禮。
- 2011年5月18日，新竹生物醫學園區生技大樓啟用。
- 2017年1月7日，臺大醫院新竹分院生醫醫院竹北院區動土。

## 地質屬性
位於斷層帶附近。

## 週邊樞紐
- 高鐵新竹站
- 六家車站
- 竹北交流道
- 竹林交流道

## 進駐機構
單位

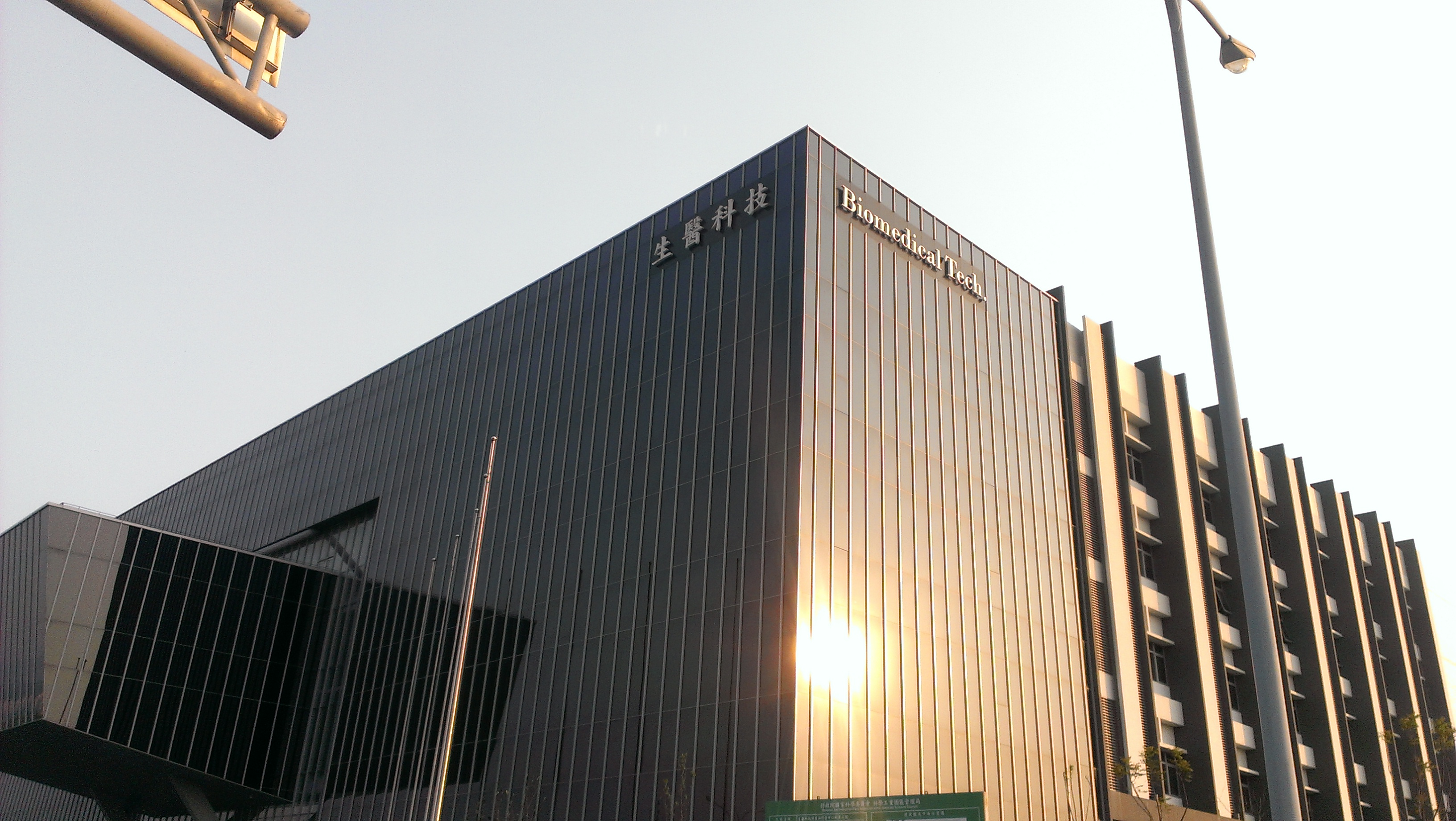
新竹生物醫學園區的生醫科技與研發中心

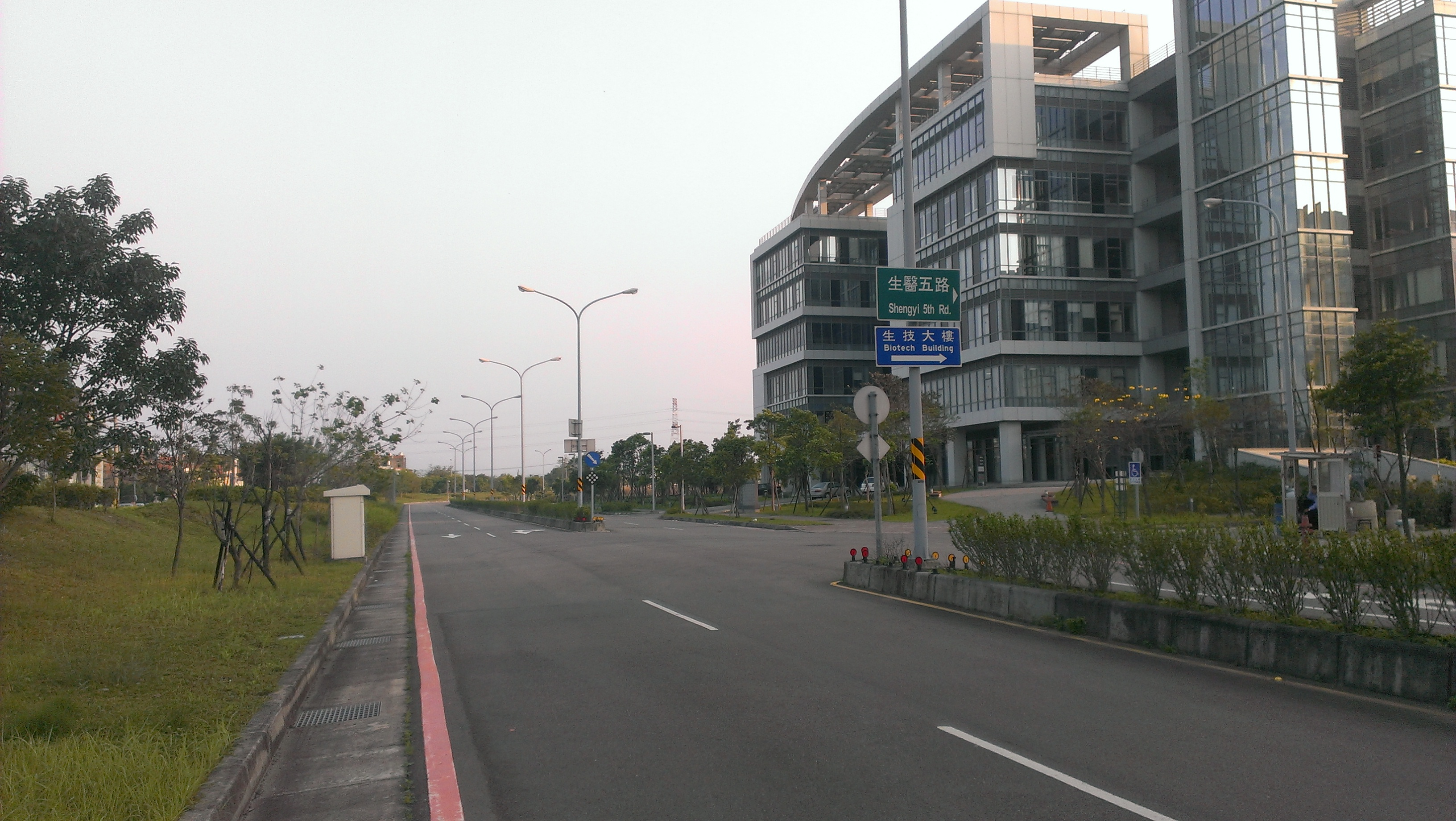
新竹生物醫學園區生技大樓

- 國家實驗研究院國家儀器科技研究中心竹北辦公室

企業廠房
- 新竹生物醫學園區生技大樓
- 生醫科技與產品研發中心
- 潤泰集團潤雅生技
- 高端疫苗生物製劑

## 週邊設施
- 交通
  - 竹北交流道
  - 竹林交流道
  - 高鐵新竹站
  - 六家車站
- 教育
  - 大學
    - 國立臺灣大學竹北分部
    - 國立陽明交通大學六家校區
    - 明新科技大學

  - 高中
    - 新竹縣立六家高級中學

  - 國中
    - 新竹縣立六家國民中學

  - 國小
    - 新竹縣竹北市東海國民小學
    - 新竹縣竹北市東興國民小學
    - 新竹縣竹北市十興國民小學

## 大眾交通
- 新竹客運: 5614、5615[2]
- 竹北市免費市民公車: 六家、高鐵線（60路）、六家、高鐵線（61路）
- 竹科園區巡迴車: 橘線

## 相關時事
- 新竹生物醫學園區業務，改由台大醫院新竹分院湳雅院區承接，湳雅院區是桃竹苗唯一醫學中心暨教學醫院與育成中心。
- 台灣科學園區列表
- 高雄生物科技園區：陳水扁政府於2004年5月17日核定，但後來被第七屆立法院的多數立委認為，竹北生物科技園區的開發成效尚未達到預期，因而決議凍結高雄生技園區工程費預算。

## 外部連結
- 新竹科學園區 （页面存档备份，存于）

24°48′21″N 121°02′55″E / 24.8057°N 121.0486°E